# Leo de Vries
Leonard Andries (Leo) de Vries (Amsterdam, 9 november 1932 – aldaar, 5 maart 1994) was een Nederlandse beeldhouwer.

## Leven en werk
De Vries volgde in 1951 een vakopleiding tot steenhouwer aan de Rijksomscholing Haarlemmerweg en hij studeerde van 1952 tot 1957 beeldhouwkunst bij onder anderen Piet Esser aan de Rijksakademie van beeldende kunsten in Amsterdam. Bij voorkeur was De Vries steenbeeldhouwer en hij maakte geabstraheerde menselijke figuren. Van 1958 tot 1964 was hij docent aan de Rijksacademie en van 1975 tot 1986 aan de Academie voor Beeldende Vorming (Opleiding Leraren Tehatex) in Amsterdam.
De Vries was van 1962 tot 1965 lid van de Nederlandse Kring van Beeldhouwers en in 1962 was hij met onder anderen Jan Sierhuis, John Grosman, Karl Pelgrom, Ad Molendijk, Pierre van Soest en Aat Verhoog oprichter van de Groep Scorpio, waar ook Frans de Boo, Roger Chailloux en Guillaume Lo A Njoe nog toetraden.

## Werken (selectie)
- Man op combine (1961),[3] Dr. van Haeringen Plantsoen, Nieuw-Vennep
- Beeld in drie delen (1965), Prinses Irenestraat in Amsterdam
- Compositie (1967), Galileïplantsoen in Amsterdam
- Zonder titel (1973)[4], Abraham Staalmanplein in Amsterdam-Slotervaart
- Zonder titel (1976)[5], Stadsschouwburg aan het Lucasbolwerk in Utrecht
- Tranen (1980), Noortheylaan in Leidschendam-Voorburg
- Twee figuren (1981)[6], Maerlant in Lelystad
- Monument voor Romeo en Julia III (1986), tuin Dordrechts Museum, Museumstraat in Dordrecht
- Zonder titel (1989), beelden rondom het gemeentehuis in Middenbeemster
- Torso (1993), Beeldenpark Zwijndrecht in Zwijndrecht
- Diverse werken in de beeldentuin van het Von Gimborn Arboretum in Doorn

## Fotogalerij

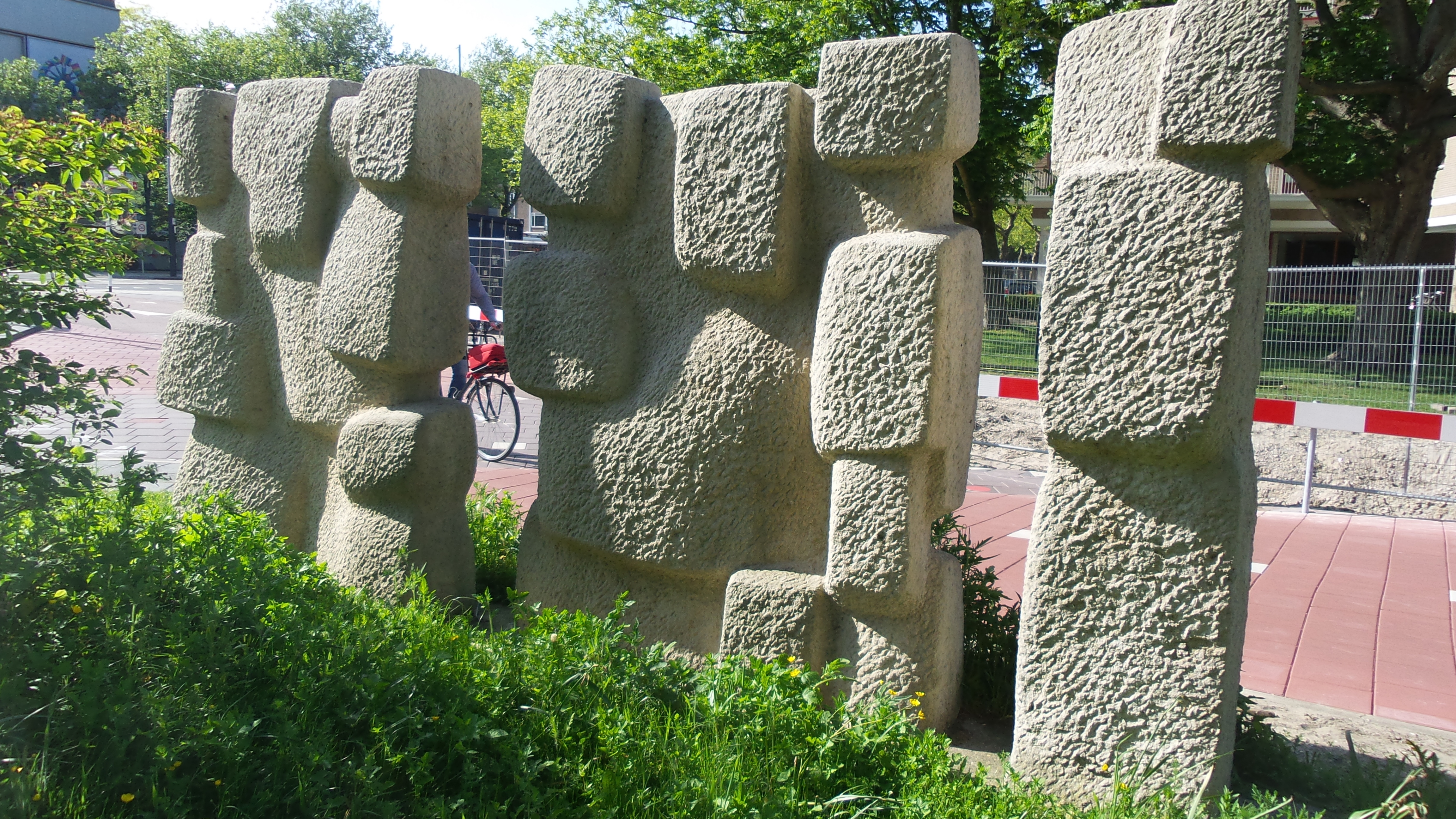
Staande figuren (1956) in Amsterdam-Zuid
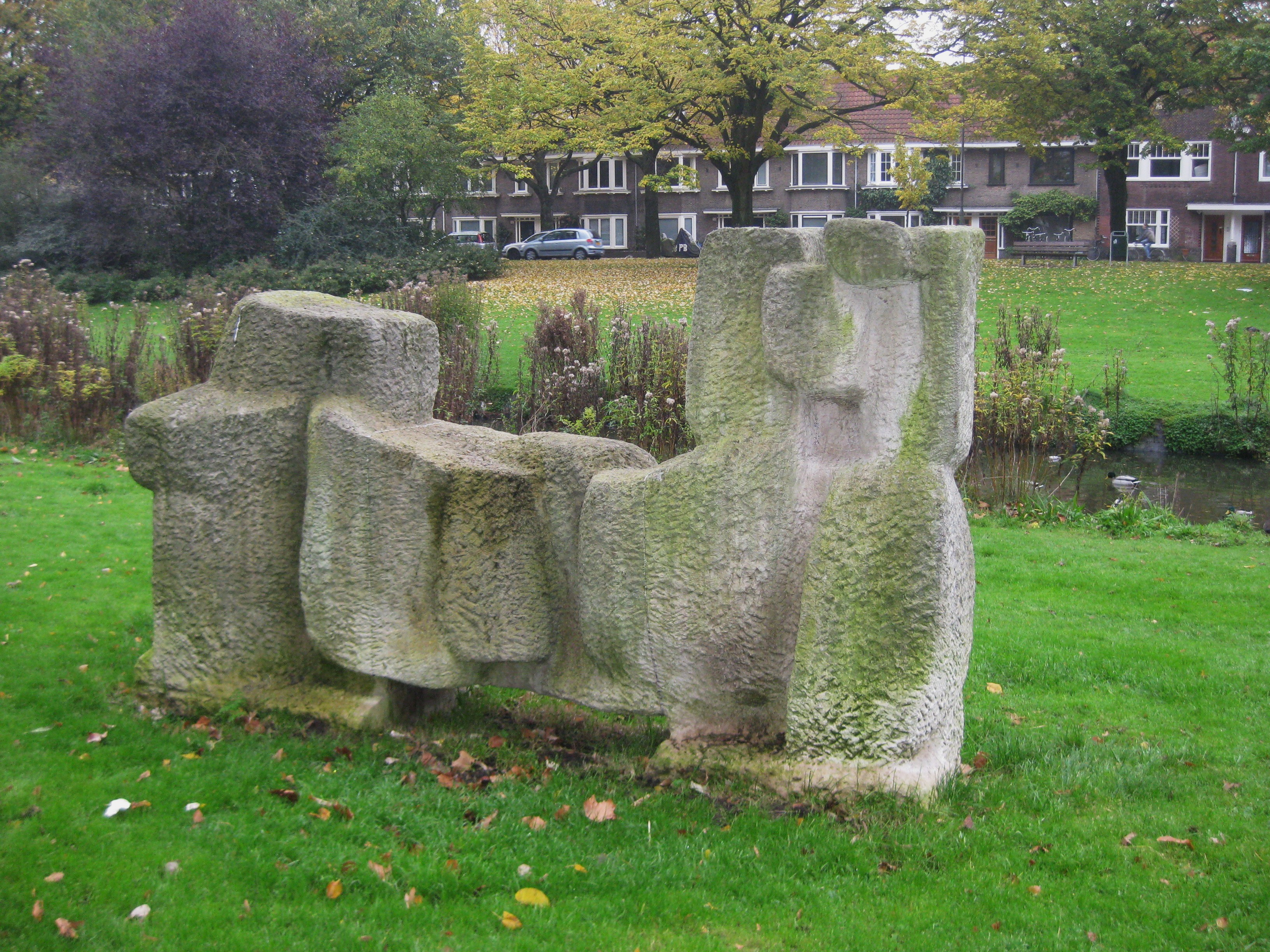
Compositie (1967) in Amsterdam-Oost
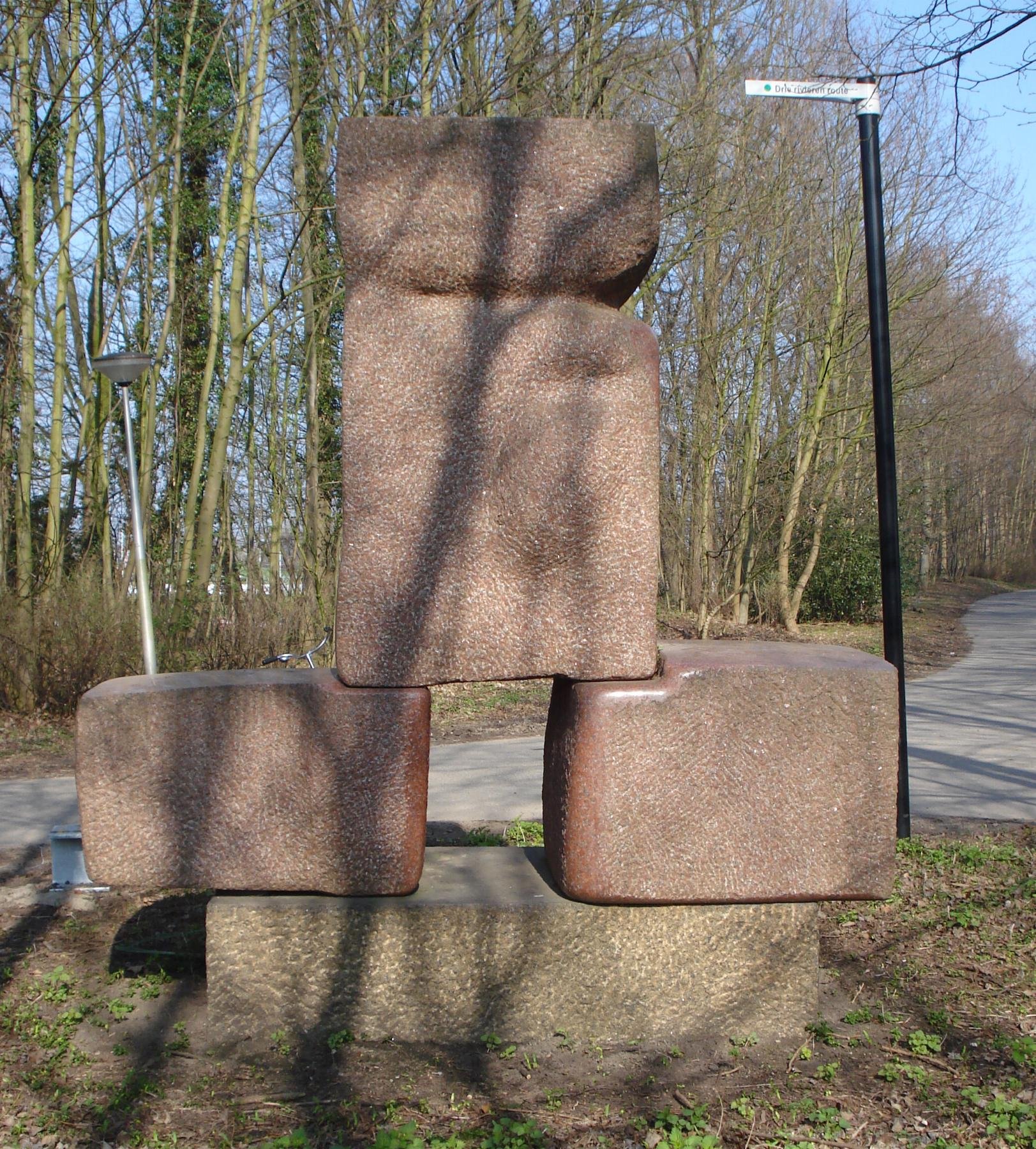
Torso (1993) in Zwijndrecht
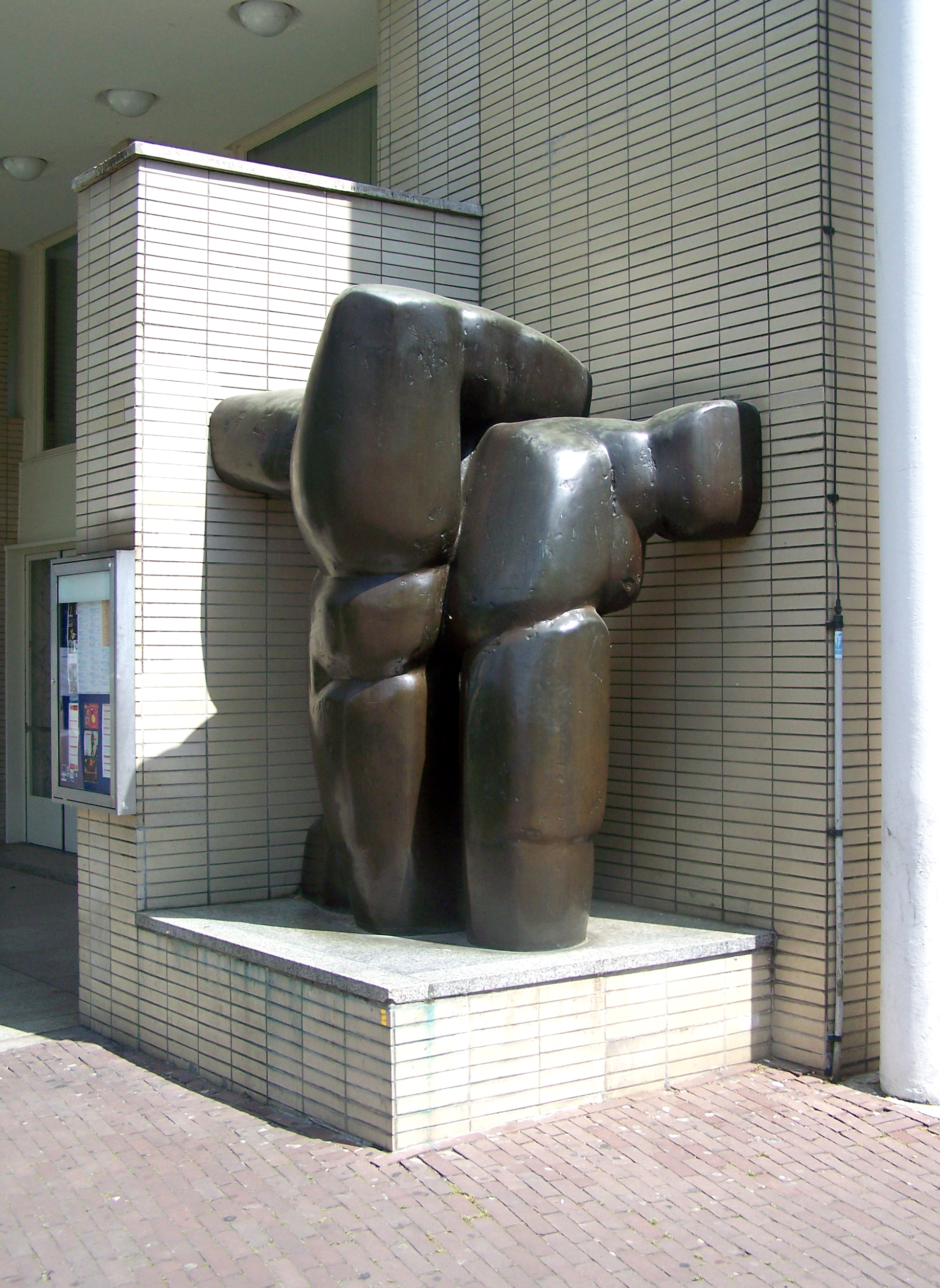
Zonder titel (1976) in Utrecht
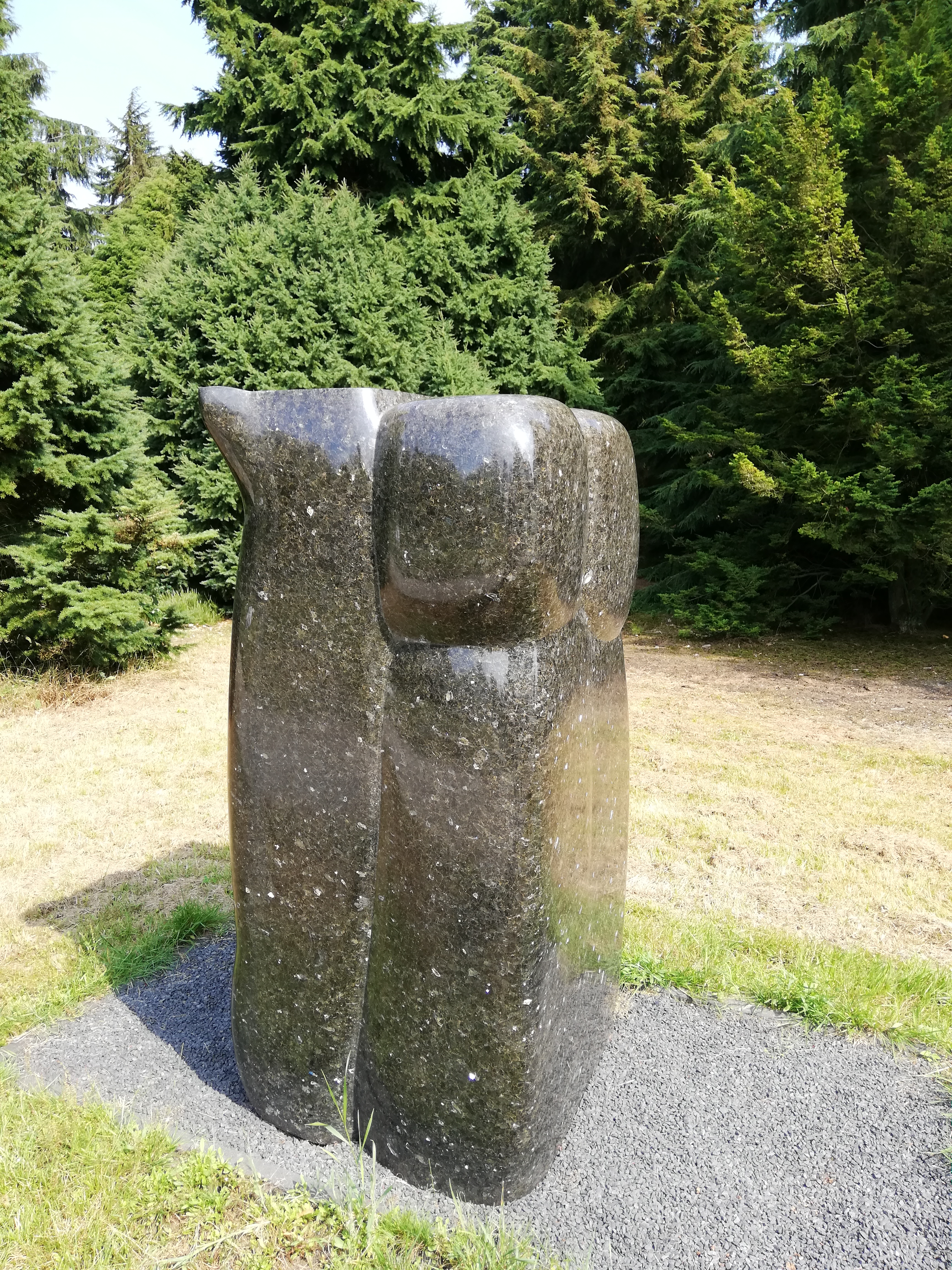
Romeo en Julia in Doorn

- Bibliothèque nationale de France: cb16729911x (data)
- Biografisch Portaal: 67583089
- Gemeinsame Normdatei: 174338538
- International Standard Name Identifier: 0000 0004 3074 1352
- Library of Congress Control Number: no2014104294
- Nederlandse Thesaurus van Auteursnamen: 069325464
- RKD-Nederlands Instituut voor Kunstgeschiedenis: 82127
- Système universitaire de documentation: 17900378X
- Union List of Artist Names: 500097683
- Virtual International Authority File: 213452865
- WorldCat: E39PBJm9fqGgW4vkppdkQHbDbd